# Sympetrum xiaoi
Sympetrum xiaoi is een libellensoort uit de familie van de korenbouten (Libellulidae), onderorde echte libellen (Anisoptera).
De wetenschappelijke naam Sympetrum xiaoi is voor het eerst geldig gepubliceerd in 1997 door Han & Zhu.